# Шиндер, Феликс
Феликс Шиндер (род. 29 августа 1986, Одесса) — одесский шансонье, певец, автор песен. Основатель музыкальной группы «Деньги Вперёд» с 2016 года. Финалист 5 сезона шоу «Голос країни. Нова історія».

## Биография

### Ранние годы
Родился 29 августа 1986 года в Одессе.
Мать — Лариса Шиндер (Морозова) — музыкант, пианистка, семья жила без отца.
Старшая сестра — Лена. Прадед Цесюлевич Адольф Станиславович — известный астроном. Дед по маминой линии Александр Шиндер — инженер-конструктор завода КБ КИНАП. Семья имеет французско-еврейские корни. Феликс учился в Одессе в средней общеобразовательной школе № 20.
С 11 лет увлекался орнитологией и был юннатом. Мечтал работать в биосферном заповеднике. В 12 лет перевелся и продолжил учёбу в средней общеобразовательной школе № 39. В 13 лет, участвуя в МАНе (Малая академия наук), писал работу о птицах, на тему «Кулик-сорока, эндемик Тузловских лиманов». Обратился к заместителю директора одесского зоопарка, чтобы получить рецензию на работу и получил предложение о малой работе по уходу за птицами.
Получал 50 гривен в месяц. В 2000 году, когда Феликсу было 14 лет, семья эмигрировала в Израиль и проживала в г. Натания.
Феликс учился ивриту в Ульпан «Акива» и затем в обычной общеобразовательной школе. В 2002 году семья вернулась в Одессу. В эти годы подрабатывает на вело-мото рынке «Восход» ремонтируя велосипеды! Феликс оканчивает учёбу в школе № 20. После окончания школы не определился с профессией, не хотел поступать в университет «по надобности» и занялся поисками себя.
В 17 лет, увлекшись философией битников, несколько лет провел в путешествиях автостопом, в Иран, Грузию, Азербайджан, а также в поездках по России и Украине. В одной из поездок получает в подарок от друга блюзовую губную гармошку, она становится его лучшим другом во всех поездках.
В дорогах самостоятельно на слух осваивает игру на этом инструменте. Мысли и переживания Феликса, связанные с дорогой он оформляет в поэзию, которая впоследствии станет основой для написания песен.

### Карьера
В 20 лет собирает свой первый музыкальный коллектив под названием «Хай Вэй», в жанре блюз-рок, регги. Группа исполняет авторские песни Феликса. Вскоре, сочиняет песню на одесскую тематику. отличающуюся от общего репертуара группы на тот момент, и называет её «Одесская», так как других одесских песен в репертуаре Феликса ещё не было. Эта композиция «Одесская» («Я капитан по форме бродяга по душе…») спустя несколько лет становится основой для нового музыкального направления — одесской песни.
Феликс и его группа выступают в андеграундных клубах. В 2013 году получает приглашение на участие в кастинге телепроекта Голос страны. На слепых прослушиваниях исполняет песню Лимончики, но выбывает из проекта. В этом же году Феликс распускает свой коллектив «ХайВэй» и собирает трио — вокал, гитара, аккордеон — для работы в ресторане Франзоль на улице Дерибасовской. Предлагает работу аккордеонисту, с которым познакомился на выступлении хора под руководством М.Киладзе, в котором тогда занимался. В составе хора Михаила Киладзе Феликс Шиндер выступал с Нино Катамадзе. Также, предлагает быть гитаристом своему товарищу. Собрав трио, Феликс работает над репертуаром одесских песен и над новым форматом своих выступлений. Имея желание выйти на большую сцену, присоединяет к коллективу ритм и духовую секции. Феликс Шиндер является единственным одесситом в коллективе. Движимый идеей определить одесскую песню в глазах публики в отдельный пласт одесского фольклора, всячески его популяризирует. Во время одного из частных мероприятий на площадке одного одесского заведения, происходит неприятный инцидент — с группой не рассчитываются за выступление — и Феликсу приходит идея переименовать свой недавно собранный коллектив в Музыкальный кооператив Деньги Вперед. Феликс Шиндер определяет жанр, в котором работает коллектив — соединение городского фольклора Молдаванки, клезмера, балканских ритмов и особого «одесского юмора».
Осенью 2014 года группа принимает участие в открытии Международного фестиваля «Odessa Jazz Fest 2014», а Феликс Шиндер сотрудничает с основателем фестиваля, известным джазовым пианистом Юрием Кузнецовым. В это время организацией концертов Феликс Шиндер занимается самостоятельно.
В марте 2015 во второй раз принимает участие в телевизионном шоу Голос страны. На этапе слепых прослушиваний ярко исполняет песню Когда качаются фонарики ночные авторства Глеба Горбовского и становится участником команды Святослава Вакарчука.
Феликс становится финалистом телепроекта и получает признание публики за свою самобытность и искренность. После проекта Феликс обдумывает и приступает к записи первого альбома своей музыкальной группы. Участие Феликса в проекте Голос страны резко поднимает популярность всего коллектива. Группа «Деньги Вперед» начинает выступать на тысячных площадках города Одессы (Академический театр оперы и балета, Филармония, театр Музыкальной комедии, Украинский театр...), на концертных площадках Киева. В декабре 2015 года компания УМИГ МЬЮЗИК на iTunes и других музыкальных платформах осуществляет релиз авторской песни Феликса Шиндера «Одесская». В преддверии Нового года коллектив даёт сольный концерт на сцене Одесской филармонии, который становится знаковым для группы, и собирает аншлаг. Феликс вплотную занимается подбором репертуара для нового альбома, особенной концепцией записи, позволяющей записать в студии одновременно весь коллектив каждую песню одним дублем. Феликс работает также и над имиджем и внешним видом коллектива, подбирает костюмы, продумывает и реализует декорации для концертов, расширяет рабочую команду.
10 июля 2015 Феликс Шиндер по особенному приглашению выступает на открытии 6-го Одесского международного кинофестиваля (ОМКФ).
В августе 2015 Феликс и его группа выступают на Koktebel Jazz Festival 2015.
В сентябре 2015 Феликс представляет первую видеоработу — видеоклип на песню «Фонарики», режиссёром видеоработы выступает Александр Милов. В начале 2016 года отправляется с группой на гастроли по Южной Америке. 12 марта 2016 года исполняет зажигательную «Семь-сорок» в сопровождении оркестров НАОНИ и Odessa City Orchestrа в Октябрьском дворце города Киев.
Весной этого же года проходит премьера видеоклипа «Аманины» на общенациональном украинском телеканале «1+1». Летом 2016 выходит дебютный альбом группы «Деньги Вперёд» под названием «Золото древних одесситов». На презентацию альбома в Зелёном театре Одессы собирается свыше двух тысяч зрителей.
Публика называет Феликса Шиндера «королём одесского фольклора», а группа Феликса «Деньги Вперёд» становится музыкальным лицом Одессы. Параллельно с работой над музыкой, Феликс ведёт собственную радиопередачу «Геволт Шиндера» на интернет-радио More.fm. В декабре 2016 года Феликс Шиндер получает премию ежегодного всеукраинского рейтинга «Народное признание» в номинации «Музыкальный прорыв года».

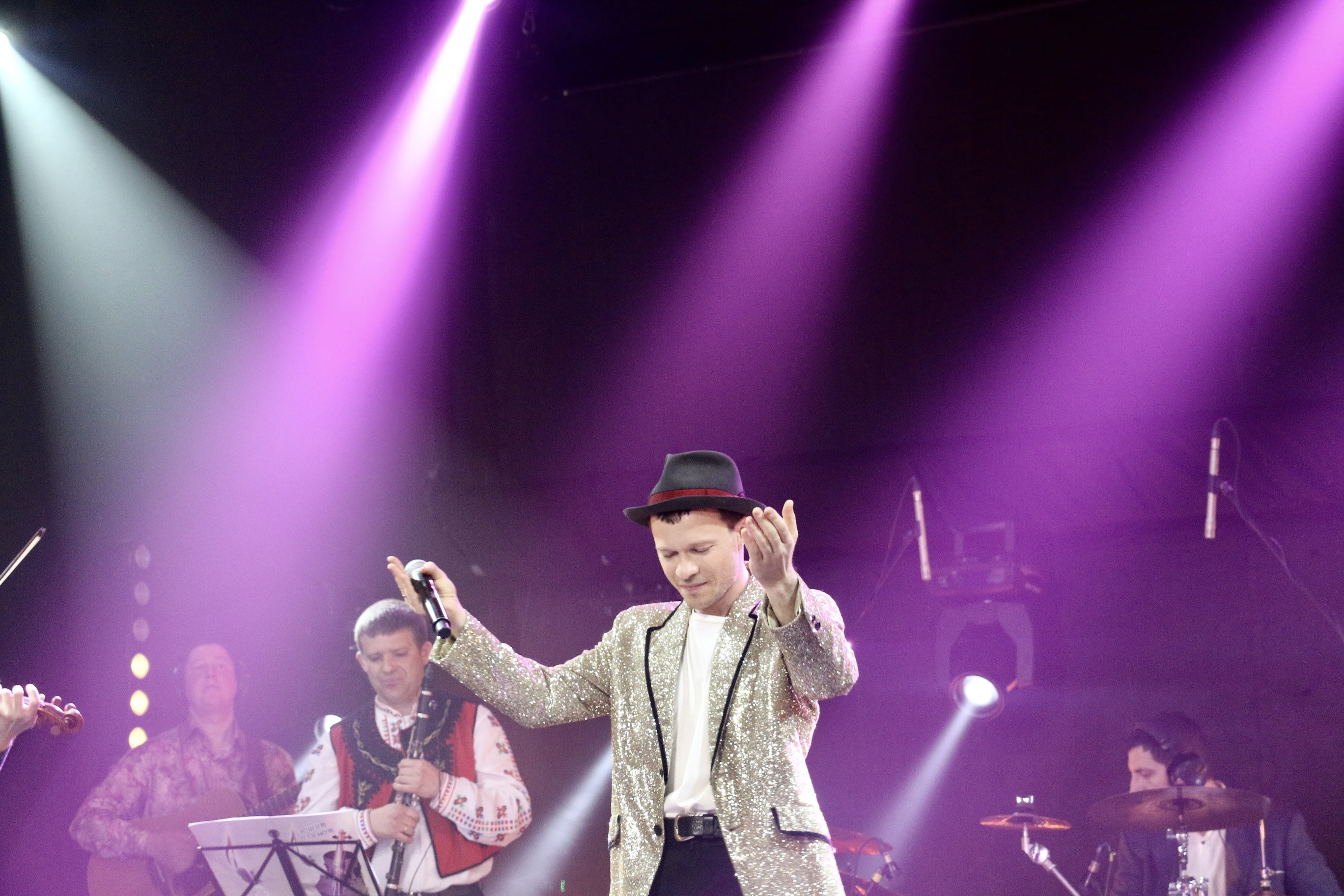
Концертное выступление Феликса Шиндера 2021

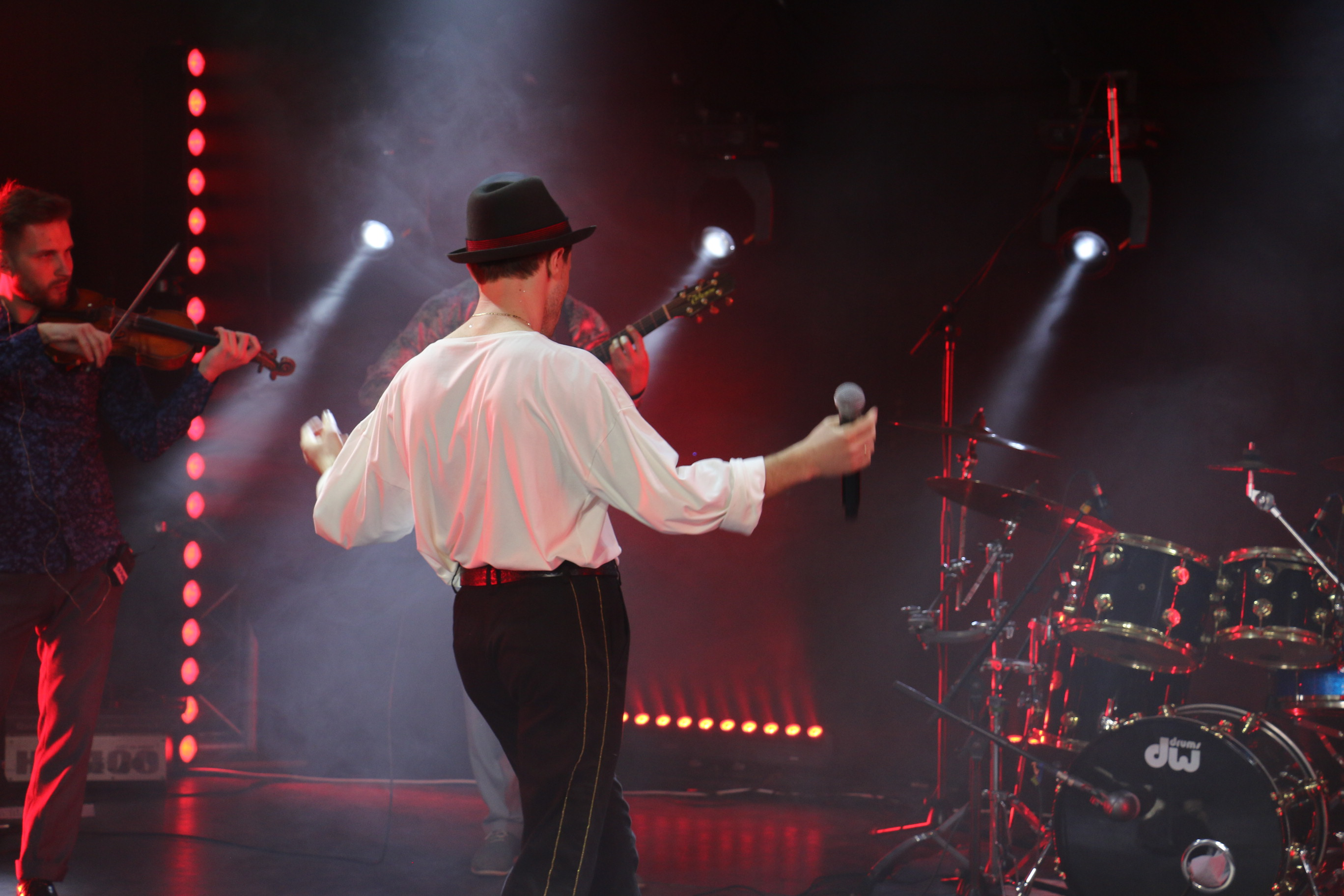
Феликс Шиндер в Киеве

В апреле 2017 Феликс выступает с киевским оркестром Заслуженного академического ансамбля песни и танца Вооруженных Сил Украины под управлением Дмитрия Антонюка в рамках концерта памяти Леонида Утесова на сцене Одесского национального академического театра оперы и балета. Становится лауреатом I места ежегодного конкурса одесской песни «Пою о тебе я, Одесса моя!».
Также, в апреле 2017 года выходит клип Феликса Шиндера на песню «Одесский фитнес», премьера которого проходит на главном музыкальном телеканале Украины М1.
В 2018 группа Феликса Шиндера снова участвует в Koktebel Jazz Festival. В феврале 2019 года Феликс и его группа становятся лауреатами гран-при 27-й Народной премии Плауэн Фольхербст в Германии.
Феликс Шиндер — постоянный участник крупнейших музыкальных фестивалей, таких как Odessa Jazz Fest, Koktebel Jazz Festival, Atlas Weekend, ОМКФ, Woodstock Ukraine, Таки-Да Фест, Kyiv Music Market, Odessa Sea Fest, Цимес Маркет и др. А также участник зарубежных европейских фестивалей Sommerfestival Der Kulturen в г. Штутгарт, FolkHerbst Preisverleihung, International Klezmer Festival Fürth. На счету Феликса концерты в США, Латинской Америке, Франции, Германии, Голландии, Польше, Болгарии и других странах международной музыкальной арены.
В 2019—2020 годах Феликс Шиндер работает над вторым альбомом своего проекта Деньги Вперед. Работу над альбомом артист совмещает с поездками во Францию.
В июле Феликс получает приглашение сняться в кинофильме под рабочим названием «Конcумент» — первом фильме ужасов, снятом в Одессе. Съемки проходят на притоке Днестра Турунчук. На площадке также снимается Коля Серьга. Во время съемок артист знакомится с Юрием Левандовским, профессиональным кинооператором из Казахстана и предлагает ему сотрудничество.
В августе 2020 Феликса и его группу приглашают принять участие в гала-концерте Первого Международного музыкального фестиваля — «За всю Одессу». Во время фестиваля Феликс представляет публике специальный интро-фильм к своему выступлению, снятый в стиле Одессы 20-х, совместно с режиссёром-оператором Юрием Левандовским.
В июне 2020 во время своего отпуска во Франции и Монако выигрывает в легендарном казино Монте-Карло.
2 сентября 2020 Феликс Шиндер выступает на главное площадке в рамках концерта, посвященного 226-й годовщине со дня основания города Одесса, c такими артистами как Jerry Heil, Макс Барских, MOZGI. Главным сюрпризом выступления становится дуэт Феликса Шиндера с украинским певцом и продюсером Потапом, артисты подарили городу совместное исполнение песни «Ах Одесса».
11 сентября 2020 Феликс анонсирует громкий концерт-презентацию нового альбома своего проекта Деньги Вперед в самом сердце Одессы — Летнем театре городского сада. Партнёрами концерта выступают такие компании, как Harley-Davidson Odessa, Сигарный дом Фортуна, престижная сеть ресторанов и компания элитных вин. Вечер проходил в атмосфере одесского кабаре. Гостей концерта ожидали красная дорожка, фотозоны, брендированная сцена, угощения. Концерт стал первым в истории ивентов такого яркого масштаба на концертной площадке городского сада Одессы.
Альбом становится заключительным и завершает существование музыкальной группы «Деньги Вперёд», Феликс Шиндер закрывает проект ввиду внутреннего конфликта со своими музыкантами и нежелания музыкантов развивать проект профессионально и работать над авторским материалом.
14 января 2021 в сеть выходит последний альбом проекта «Деньги Вперёд» под названием «Шалом Бонжур». Альбом включает в себя 10 треков, включая 1 бонусный. Также, каждую песню альбома сопровождает оригинальный авторский конферанс Феликса. Музыкальным продюсером альбома выступает Илья Зудин, певец и композитор, экс-участник популярной группы Динамит, с которым Феликс познакомился онлайн в своих социальных сетях во время карантина. Альбом был полностью пересведён, скорректирован и финализирован для своего релиза за два месяца плотной работы.
В сентябре 2020 Борис Гребенщиков приглашает Феликса Шиндера поучаствовать в своем концерте, Феликс в рамках концерта аккомпанирует БГ и группе Аквариум на губной гармошке композицию «Текила. Виски. Джин» на сцене Летнего театра Морвокзал.
С октября 2020 года Феликс начинает работу с сессионными музыкантами и выступает под своим именем.
В ноябре 2020 года Феликс Шиндер знакомится с Андреем Макаревичем, знакомит их общий друг Максим Ланде. Артисты импонируют друг другу и снимают экспромтом в Одессе совместное видео на знаменитую песню «C одесского кичмана».

В феврале 2021 Феликс снова выступает на концерте Бориса Гребенщикова.
Параллельно, артист вплотную занимается своим YouTube каналом и выпускает серию видео об одесской речи под названием «Тихо Ша».
Весной 2021 Феликс Шиндер — специальный гость таких событий, как Odessa Fashion Week и Odessa Fashion Day. Появляется на обложке юбилейного номера всеукраинского глянца Ukrainian Fashion. Также, на своей странице Instagram анонсирует работу над запуском своей брендированной линии одежды.
В мае 2021 проводит первый онлайн диджитал-концерт и запускает новый формат своих выступлений.
Анонсирует работу над 4 новыми авторскими песнями. Для премьеры одной из них, песни под названием «Свадьба», артист дал специальный эксклюзивный showcase прямо в одесском дворике Молдаванки, который прошёл 23 мая 2021. Концерт был освещен известной авторской программой Зе Интервьюер.
Премьера авторской песни-сингла «Румба», а также релиз нового альбома запланированы на ближайшее время.
Нападение России на Украину 24 февраля 2022 года застал в Лондоне, будучи на гастролях. С тех пор проживает во Франции, и даёт благотворительные концерты в поддержку украинских беженцев.

## Сингл «Румба»
«Румба» — авторская композиция Феликса Шиндера. Песня, в которой ритм и текст связывает единая мысль: отношения между мужчиной и женщиной — это танец, огонь которого обжигает.
В песне использованы элементы танго и латиноамериканской музыки. А также звучание аккордеона на кубинские ритмы.
«Я много путешествую. Очень люблю страны Латинской Америки и их музыкальные традиции. Весь мир знает сальсу, румбу и аргентинское танго. Также, я большой поклонник джаза и блюза, музыки 70-х. И в целом, настоящей инструментальной музыки. Эта композиция записана только живыми инструментами. Меня вдохновил Buena vista social club, музыку которых я слушал на протяжений последних лет очень часто. Мне кажется именно такая музыка может воспитывать хороший вкус — инструментальная, наполненная культурами, историей», — поделился Феликс Шиндер.
Саунд-продюсером трека выступил Вадим Лисица — один из ведущих музыкальных продюсеров Украины, обладатель трёх статуэток премии M1 Music Awards, работающий над главными хитами таких артистов, как NK, Loboda, Потап, Наталья Могилевская и многих других.
Релиз песни запланирован на ноябрь 2021.

## Личная жизнь
Феликс Шиндер женат и имеет дочь Эммануэль. Со своей женой познакомился в 2018 году в Париже.

## Награды и достижения
- 2015 — финалист телепроекта «Голос країни. Нова історія» (Украина)
- 2015 — выступление на открытии 6-го Одесского международного кинофестиваля
- 2015 — участник фестиваля Koktebel Jazz Festival 2015
- Декабрь 2015 — лауреат премии Народное признание в номинации «Музыкальный прорыв года»
- 2016 — релиз первого альбома проекта Деньги Вперед «Золото древних одесситов»
- 2016 — основатель и директор музыкальной группы «Деньги Вперёд»
- 2016 — съёмка в кинофильме Гражданин Никто (2016 г., многосерийный, реж. Владимир Янковский)
- 2016 — съёмка в кинофильме «Одесса как она есть. Люди — События» (2016, реж. Роман Волчак, Андраник Давтян, Андрей Поповиченко)
- 2016 — съёмка в кинофильме «Retour aux sources: François Berléand» (2016, реж. David Perrier)
- 2016 — съёмка в кинофильме «Конкурсант. Смертоносне шоу» (2016, реж. Александр Беляк)
- Апрель 2017 — лауреат I места ежегодного конкурса одесской песни «Пою о тебе я, Одесса моя!»
- 2018 — участник фестиваля Koktebel Jazz Festival 2018
- 2019 — лауреат гран-при 27-й Народной премии Плауэн Фольхербст в Германии
- 2020 — совместное выступление с Борисом Гребенщиковым и совместный видеоклип с Андреем Макаревичем
- 14 января 2021 — релиз второго альбома проекта Деньги Вперед «Шалом Бонжур»
- Октябрь 2021 — релиз авторского трека и видеоклипа «Свадьба»
- Ноябрь 2021 — релиз песни «Румба» (запланировано)